# 阿什莉·索斯尔
阿什莉·索斯尔（英語：Ashleigh Southern，1992年10月22日—），出生於昆士蘭州的英厄姆，澳大利亞女子水球运动员，亦為澳大利亞國家女子水球隊成員。

## 簡歷
2012年，阿什莉·索斯尔代表澳大利亞參加英國倫敦舉行的奥林匹克运动会女子水球比賽，在铜牌争夺赛中力克匈牙利队，贏得銅牌。她是隊中年紀最輕的成員。